# Robustagramma rarum
Robustagramma rarum är en tvåvingeart som beskrevs av Marshall och Xiaolong Cui 2005. Robustagramma rarum ingår i släktet Robustagramma och familjen hoppflugor.
Artens utbredningsområde är Venezuela. Inga underarter finns listade i Catalogue of Life.